# Jonas Lössl
Jonas Lössl (Kolding, 1 februari 1989) is een Deens betaald voetballer die speelt als doelman. Hij verruilde Everton in februari 2021 voor FC Midtjylland. Lössl debuteerde in 2016 in het Deens voetbalelftal.

## Voorouder en achternaam
Lössl heeft een Duitse grootouder. Als gevolg van de herkomst van die grootouder is zijn laatste naam geschreven met "ö" en niet met de Deense "ø".

## Clubcarrière
In de zomer van 2016 verliet hij Guingamp. Op 16 juni ondertekende de Deen een vierjarige verbintenis bij het Duitse Mainz 05. Bij die club moest hij de naar Liverpool vertrokken Loris Karius onder de lat vervangen.
Na één seizoen bij Mainz tekende Lössl op 30 juni 2017 op huurbasis voor Huddersfield Town. Op 12 augustus 2017 Lössl maakte zijn debuut voor Huddersfield in een 3-0 overwinning tegen Crystal Palace. In maart 2018, na een succesvolle huurperiode waarin hij 10 clean sheets had behaald in de competitie, besloot Huddersfield de optie tot koop in zijn contract te bedingen en maakte hij permanent de overstap naar Engeland voor een niet nader genoemd bedrag. Na de degradatie van Huddersfield Town uit de Premier League in 2019, maakte Lössl op 1 juli 2019 transfervrij de overstap naar Everton FC. Hij kwam niet tot speelminuten en werd in de tweede helft van het seizoen 2019/20 verhuurd aan Huddersfield Town.
Op 1 februari 2021 verliet Lössl Everton om terug te keren naar Denemarken om te tekenen bij FC Midtjylland.

## Clubstatistieken
| Seizoen | Club                | Competitie     | Competitie | Competitie | Beker | Beker | Internationaal | Internationaal | Totaal | Totaal |
| Seizoen | Club                | Competitie     | Wed.       | Dlp.       | Wed.  | Dlp.  | Wed.           | Dlp.           | Wed.   | Dlp.   |
| ------- | ------------------- | -------------- | ---------- | ---------- | ----- | ----- | -------------- | -------------- | ------ | ------ |
| 2009/10 | FC Midtjylland      | Superligaen    | 12         | 0          | 3     | 0     | —              | —              | 15     | 0      |
| 2010/11 | FC Midtjylland      | Superligaen    | 30         | 0          | 3     | 0     | —              | —              | 33     | 0      |
| 2011/12 | FC Midtjylland      | Superligaen    | 25         | 0          | 0     | 0     | 0              | 0              | 25     | 0      |
| 2012/13 | FC Midtjylland      | Superligaen    | 27         | 0          | 1     | 0     | 2              | 0              | 30     | 0      |
| 2013/14 | FC Midtjylland      | Superligaen    | 33         | 0          | 1     | 0     | —              | —              | 34     | 0      |
| 2014/15 | EA Guingamp         | Ligue 1        | 30         | 0          | 3     | 0     | 7              | 0              | 40     | 0      |
| 2015/16 | EA Guingamp         | Ligue 1        | 37         | 0          | 5     | 0     | —              | —              | 42     | 0      |
| 2016/17 | Mainz 05            | Bundesliga     | 27         | 0          | 2     | 0     | 5              | 0              | 34     | 0      |
| 2017/18 | → Huddersfield Town | Premier League | 38         | 0          | 2     | 0     | —              | —              | 40     | 0      |
| 2018/19 | Huddersfield Town   | Premier League | 31         | 0          | 1     | 0     | —              | —              | 32     | 0      |
| 2019/20 | Everton             | Premier League | 0          | 0          | 0     | 0     | —              | —              | 0      | 0      |
| Totaal  | Totaal              | Totaal         | 290        | 0          | 21    | 0     | 14             | 0              | 325    | 0      |

Bijgewerkt op 24 mei 2019

## Interlandcarrière
Lössl was meermaals jeugdinternational voor Denemarken. Hij nam met Denemarken –21 deel aan de EK-eindronde 2011 in eigen land, waar de ploeg van bondscoach Keld Bordinggaard werd uitgeschakeld in de eerste ronde. Lössl kwam daar echter niet in actie; hij moest voorrang verlenen aan Mikkel Andersen.
Lössl maakte op 29 maart 2016 zijn debuut in het Deens voetbalelftal, toen dat in een oefenduel met 1–0 van Schotland verloor door een doelpunt van Matt Ritchie. De doelman moest van bondscoach Åge Hareide op de bank starten en in de rust maakte hij zijn entree als vervanger van Kasper Schmeichel. Op dat moment was de enige treffer van het duel al gevallen.
| Interlands van Jonas Lössl voor Denemarken | Interlands van Jonas Lössl voor Denemarken | Interlands van Jonas Lössl voor Denemarken | Interlands van Jonas Lössl voor Denemarken | Interlands van Jonas Lössl voor Denemarken | Interlands van Jonas Lössl voor Denemarken |
| №                                          | Datum                                      | Wedstrijd                                  | Uitslag                                    | Competitie                                 | Goals                                      |
| Als speler bij EA Guingamp                 | Als speler bij EA Guingamp                 | Als speler bij EA Guingamp                 | Als speler bij EA Guingamp                 | Als speler bij EA Guingamp                 | Als speler bij EA Guingamp                 |
| ------------------------------------------ | ------------------------------------------ | ------------------------------------------ | ------------------------------------------ | ------------------------------------------ | ------------------------------------------ |
| 1                                          | 29 maart 2016                              | Schotland – Denemarken                     | 1 – 0                                      | Vriendschappelijk                          |                                            |

Bijgewerkt op 16 juni 2016.